# August Rebmann
August Rebmann (* 1887; † 1967) war ein deutscher Lehrer, Archivar und Heimatforscher.

## Leben
Rebmann war zunächst Lehrer, dann Direktor der Staatlichen Berufsschule in Lauf a.d.Pegnitz. In ehrenamtlicher Arbeit baute er dort das Stadtarchiv auf, das 1934 provisorisch im Gebäude der Zollschule öffnete. Er blieb bis zu seinem Tod Leiter des Archivs. Später war er auch Kreisarchivpfleger für den Landkreis Lauf a.d.Pegnitz.
Rebmann war 1934 maßgeblich an der Entdeckung und Freilegung der 112 in Stein gehauenen Wappen von Kaiser Karl IV. in der Wasserburg in Lauf beteiligt.  Er publizierte zur Geschichte der Stadt und der Region und war 1951 Mitbegründer des Geschichtsvereins „Altnürnberger Landschaft“.

## Ehrungen
- 1958: Verdienstkreuz der Bundesrepublik Deutschland
- 1963: Goldene Bürgermedaille der Stadt Lauf a.d.Pegnitz

| Personendaten    | Personendaten                                 |
| ---------------- | --------------------------------------------- |
| NAME             | Rebmann, August                               |
| KURZBESCHREIBUNG | deutscher Lehrer, Archivar und Heimatforscher |
| GEBURTSDATUM     | 1887                                          |
| STERBEDATUM      | 1967                                          |